# Staatliche Universität Tiflis

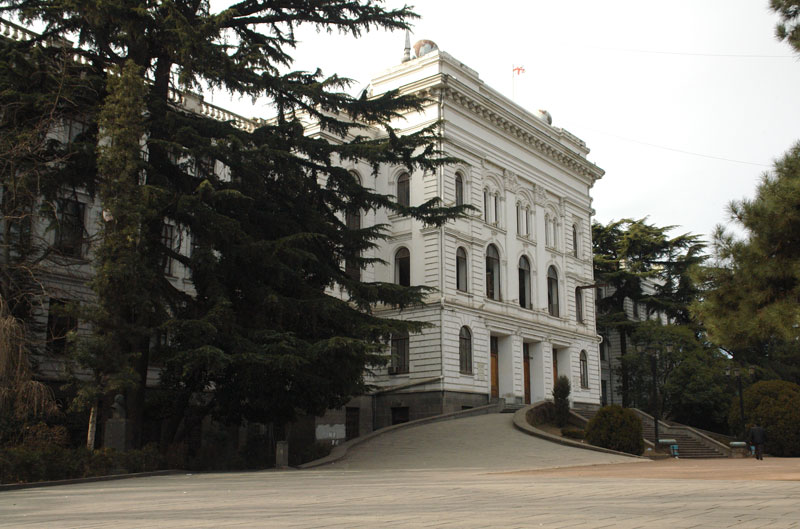
Staatliche Universität Tiflis. Das Hauptgebäude, genannt der „Weiße Tempel“

Die Staatliche Iwane-Dschawachischwili-Universität Tiflis – TSU (georgisch თბილისის ივანე ჯავახიშვილის სახელობის სახელმწიფო უნივერსიტეტი – თსუ/ Tbilisis Iwane Dschawachischwilis Sachelobis Sachelmzipo Uniwersiteti – TSU) in Tiflis ist die größte Universität Georgiens und des Kaukasus. Sie hat über 20.000 immatrikulierte Studenten und etwa 5000 Mitarbeiter.

## Geschichte
Die Universität ist ein Kind der georgischen Unabhängigkeitsbewegung. Sie wurde am 26. Januar 1918 mit privaten Mitteln als Georgische Universität zu Tiflis gegründet. Die ersten Vorlesungen fanden in den Räumen des Georgischen Adelsgymnasiums statt. Treibende Kraft bei der Gründung war der Historiker Iwane Dschawachischwili. Erster Rektor war Petre Melikischwili. Alle Vorlesungen wurden zunächst in georgischer Sprache gehalten. Das endete erst mit der Eingliederung Georgiens in die Sowjetunion.
1989 erhielt die Staatliche Universität Tiflis den Namenszusatz Iwane Dschawachischwili.

## Struktur
Die TSU gliedert sich in fünf Fakultäten: Rechtswissenschaft, Volks- und Betriebswirtschaftslehre, Geisteswissenschaften, Sozial- und Politikwissenschaft sowie Naturwissenschaften. 1994 wurde eine medizinische Fakultät eingerichtet, die seit 2000 unabhängig ist. Die Universität hat 184 Lehrstühle, 60 Forschungslabore sowie eine wissenschaftliche Bibliothek mit über 3,7 Millionen Büchern und Periodika.
Die Universität hat acht Filialen in Städten Georgiens (Sochumi, Meskheti, Osurgeti, Sighnaghi (Kakheti), Sugdidi, Qvemo Qartli (Marneuli), Javakheti und Poti). Sie besitzt sieben Museen (Universitätsgeschichte, georgische Emigration, Mineralogie, Geologie und Paläontologie, Geographie, Zoologie und Botanik). 1923 gründete sie eine eigene Druckerei, 1933 einen eigenen Verlag. Seit 1927 gibt sie die Wochenzeitung Tbilisis Universiteti, seit 1998 außerdem das Wochenblatt Kartuli Universiteti heraus. Mit der TSU verbunden ist die 1999 gegründete Caucasus Business School (CBS).
Die Universität pflegt enge partnerschaftliche Verbindungen mit Universitäten und Forschungseinrichtungen in den USA, Deutschland, Frankreich, Großbritannien, Russland, der Ukraine, der Türkei, Spanien, Schweiz, Polen und Iran. In Deutschland sind es die Universitäten in Saarbrücken, Bamberg, Jena und Göttingen. Gemeinsam mit der Friedrich-Schiller-Universität Jena gibt sie seit 1978 die wissenschaftliche Zeitschrift Georgica heraus.
Rektor der Universität ist der Volkswirt Wladimir Papawa. Er ist zugleich Mitglied der Georgischen Akademie der Wissenschaften.

## Akademische Lehrer

Die Universitätsgebäude im Jahr 1918

- Giuli Alasania (* 1946), Historikerin (1980er Jahre–)
- Surab Awalischwili (1876–1944), Jurist und Historiker (1918–1921)
- Simon Dschanaschia (1900–1947), Historiker und Archäologe (1924–1947)
- Iwane Dschawachischwili (1876–1940), Historiker (1918–1938)
- Dmitri Gulia (1874–1960), Schriftsteller (1922–1924)
- Arthur Leist (1852–1927), Schriftsteller und Journalist (1918–1922)
- Nikolos Muschelischwili (1891–1976), Mathematiker (1920–1976)
- Sandra Roelofs (* 1968), Linguistin (1999–2003)
- Ekwtime Taqaischwili (1863–1953), Historiker und Archäologe (1918–1921)
- Dawit Turaschwili (* 1966), Schriftsteller, moderne Literatur (2005–)
- Dimitri Usnadse (1886–1950), Psychologe (1886–1950)
- Arnold Walfisz (1892–1962), Mathematiker (1936–1962)
- Ilia Wekua (1907–1977), Mathematiker (1940–1954)
- Grigol Zereteli (1870–1938), Altphilologe (1920–1937)
- Micheil Zereteli (1878–1965), Historiker (1919–1921)

## Bekannte Studenten
- Aslan Abaschidse (* 1938), Politiker (1964)
- Kacha Bendukidse (1956–2014), Unternehmer, Politiker (bis 1977)
- Nino Burdschanadse (* 1964), Politikerin (1981–1986)
- Dmitry Fuchs (* 1939), Mathematiker
- Raminta Gamziukaitė-Mažiulienė (* 1939), Literaturwissenschaftlerin
- Nona Gaprindaschwili (* 1941), Schachweltmeisterin
- Lado Gurgenidse (* 1970), Banker und Politiker
- Ewgeni Gwaladse (1900–1937), Widerstandskämpfer (1921–1926)
- Guranda Gwaladse (1932–2020), Botanikerin (1951–1956)
- Kaha Imnadze, georgischer Diplomat, seit 2023 UN-Sonderbeauftragter für Zentralasien
- Tamara Kinzuraschwili (* 1970), Fernseh-Generaldirektorin (1991–1994)
- Wachtang Kikabidse (1938–2023), Filmschauspieler und Sänger (1956–1959)
- Sewarion Kirkitadse (* 1955), TV-Staatsanwalt (1976–1977)
- Oleksandr Kwitaschwili (* 1970), georgischer und ukrainischer Politiker
- Giwi Margwelaschwili (1927–2020), Schriftsteller
- Aka Mortschiladse (* 1966), Schriftsteller (bis 1988)
- Irakli Okruaschwili (* 1973), Politiker (1990–1995)
- Bulat Okudschawa (1924–1997), Dichter und Liedermacher (1945–1950)
- Giorgi Papuaschwili (* 1972), Verfassungsrichter (bis 1995)
- Surab Schwania (1963–2005), Politiker (1980–1985)
- Konstantin Tsereteli (1921–2004), Semitist
- Giorgi Ugulawa (* 1975), Politiker (bis 1998)
- Lewan Uruschadse (1964–2013), Historiker (1981–1986)
- Rom Warschamow (1927–1999), Mathematiker